# 鈴木正俊
鈴木正俊（すずき まさとし、1940年1月14日- ）は、日本の経済学者、ジャーナリスト。

## 略歴
北海道室蘭市生まれ。東京大学経済学部卒、1969年同大学院博士課程満期退学。ハーバード大学・イエール大学・総合研究開発機構客員研究員、日本経済新聞社編集委員などを経て、拓殖大学政経学部教授。2010年定年退職。

## 著書
- 『景気の先を読む』プレジデント社 1981
- 『経済データの読み方』1985 岩波新書
- 『1ドル=100円時代の日本経済』日本経済新聞社 1987
- 『誰が「日銀」を殺したか 金融の生態学』講談社 1992
- 『経済予測』1995 (岩波新書)
- 『昭和恐慌史に学ぶ 大不況からなぜ脱出できたか』講談社 1999
- 『経済データの読み方』2006 (岩波新書)

### 共編著
- 『債権国日本のゆくえ』編著 中央経済社 1988
- 『ドル円双軸時代 日米が担う2000年の世界経済』日本経済研究センター共編 日本経済新聞社 1988

### 翻訳
- オスカー・ランゲ『経済発展と社会の進歩』都留重人,斎藤興嗣共訳 岩波書店 1970
- K.W.カップ『環境破壊と社会的費用』柴田徳衛共訳 岩波書店 1975